# Bottens
Bottens is een gemeente en plaats in het Zwitserse kanton Vaud en maakt sinds 1 januari 2008 deel uit van het district Gros-de-Vaud. Voor 2008 maakte de gemeente deel uit van het toenmalige district Echallens.
Bottens telt 991 inwoners.